# ロンパヤバーン・プミポンアドゥンヤデート駅
ロンパヤバーン・プミポンアドゥンヤデート駅（ロンパヤバーン・プミポンアドゥンヤデートえき、タイ語:สถานีโรงพยาบาลภูมิพลอดุลยเดช）は、タイ王国バンコク都のドーンムアン区とサーイマイ区にまたがって位置する、バンコク・スカイトレイン（BTS）スクムウィット線の駅。駅番号は「N21」。
ロンパヤバーン・プミポンアドゥンヤデートは「プミポンアドゥンヤデート病院」の意味である。プミポンアドゥンヤデート病院はタイ王国空軍が運営する軍の病院である。

## 概要
駅名が示す通りパホンヨーティン通りの直上に位置する。
BTSスクムウィット線4期区間として、2020年12月16日に当駅が開業。

## 駅構造
高架式2面2線の相対式ホーム。可動式ホーム柵によるホームドア設置駅。

### 駅階層
| 3階                                |                                            |                        |
| 相対式ホーム（可動式ホーム柵有り） |                                            |                        |
| 1番線・上り■スクムウィット線       | モーチット・サイアム・サムロン・ケーハ方面 |                        |
| 2番線・下り■スクムウィット線       | イェークコーポーオー駅・クーコット駅方面   |                        |
| 相対式ホーム（可動式ホーム柵有り） |                                            |                        |
| 2階                                | コンコース                                 | 自動券売機、自動改札口 |
| 1階                                | 出入口                                     | パホンヨーティン通り   |

## 駅周辺
- プミポンアドゥンヤデート病院